# Alfred Gordon Gaydon
Alfred Gordon Gaydon (26 septembre 1911 - 16 avril 2004) est un spectroscopiste et un scientifique de la combustion de premier plan.

## Biographie
Il grandit à Surbiton, Surrey, où il fréquente la Kingston Grammar School. Là, il devient un rameur passionné, ramant plus tard pour l'Imperial College de Londres et le Kingston Rowing Club. En 1929, il est diplômé en physique du Royal College of Science (aujourd'hui Imperial College) et, après une période d'études supérieures, il accepte un poste au Shirley Institute de la Cotton Research Association près de Manchester.
Il est responsable du développement du tube à choc comme moyen d'étudier les flammes et la combustion, et est élu membre de la Royal Society en 1953 et en 1960, il reçoit sa médaille Rumford.
Il est peut-être mieux connu, cependant, pour sa capacité à voir la lumière ultraviolette. En 1936, alors qu'il travaille au Shirley Institute, une explosion de laboratoire endommage son œil, qui est ensuite retiré. Son œil restant, dont la lentille a été retirée, est aveugle. Mais lentement, il commence à recouvrer la vue et découvre qu'il peut alors voir l'ultraviolet, bien qu'il perçoive la couleur comme du bleu .
En 1936, il retourne à l'Imperial College et occupe plus tard la Warren Fellowship de la Royal Society et, à partir de 1961, la chaire de spectroscopie moléculaire au Département de génie chimique et de technologie chimique .
Il épouse Phillis Gaze en 1940. Il décède en 2004. 

## Livres
- A.G. Gaydon, The Spectroscopy of Flames, Springer, 1974 (ISBN 978-9400957220)
- A.G. Gaydon, Flames, Their Structure, Radiation, and Temperature, Chapman & Hall, 1979 (ISBN 978-0470264812)
- A.G. Gaydon, I.R. Hurle, The Shock Tube In High Temperature Chemical Physics, Literary Licensing, 1963 (ISBN 978-1258637460)